# The Masked Singer (Vereinigte Staaten)/Staffel 5
Die fünfte Staffel der US-amerikanischen Musikshow The Masked Singer wurde vom 10. März bis zum 26. Mai 2021 auf Fox ausgestrahlt. Moderiert wurde die Staffel von Nick Cannon und vertretungsweise von Niecy Nash. Das Rateteam bestand wie in den vorherigen vier Staffeln neben mehreren Gastjuroren aus dem Sänger Robin Thicke, der Moderatorin Jenny McCarthy, dem Schauspieler Ken Jeong sowie der Sängerin Nicole Scherzinger. Sieger wurde Nick Lachey als Piglet.

## Rateteam
| Folge | Ständige Mitglieder | Ständige Mitglieder | Ständige Mitglieder | Ständige Mitglieder | Gastmitglied  |
| ----- | ------------------- | ------------------- | ------------------- | ------------------- | ------------- |
| 1     | Robin Thicke        | Jenny McCarthy      | Ken Jeong           | Nicole Scherzinger  | —             |
| 2     | Robin Thicke        | Jenny McCarthy      | Ken Jeong           | Nicole Scherzinger  | —             |
| 3     | Robin Thicke        | Jenny McCarthy      | Ken Jeong           | Nicole Scherzinger  | Joel McHale   |
| 4     | Robin Thicke        | Jenny McCarthy      | Ken Jeong           | Nicole Scherzinger  | —             |
| 5     | Robin Thicke        | Jenny McCarthy      | Ken Jeong           | Nicole Scherzinger  | —             |
| 6     | Robin Thicke        | Jenny McCarthy      | Ken Jeong           | Nicole Scherzinger  | —             |
| 7     | Robin Thicke        | Jenny McCarthy      | Ken Jeong           | Nicole Scherzinger  | Rita Wilson   |
| 8     | Robin Thicke        | Jenny McCarthy      | Ken Jeong           | Nicole Scherzinger  | Chrissy Metz  |
| 9     | Robin Thicke        | Jenny McCarthy      | Ken Jeong           | Nicole Scherzinger  | Rob Riggle    |
| 10    | Robin Thicke        | Jenny McCarthy      | Ken Jeong           | Nicole Scherzinger  | Darius Rucker |
| 11    | Robin Thicke        | Jenny McCarthy      | Ken Jeong           | Nicole Scherzinger  | LeAnn Rimes   |

## Teilnehmer

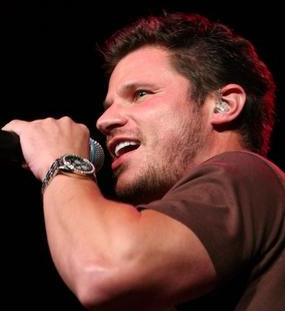
Nick Lachey, Gewinner der fünften Staffel

Laut Fox haben die Teilnehmer zusammen unter anderem 25 Gold- und Platin-Schallplatten (davon neun Mal Multi-Platin) sowie insgesamt 55 Millionen Tonträger verkauft, erhielten 26 Grammy-Nominierungen und gewannen ihn dreimal. Daneben waren sie jeweils vier Mal für den Emmy und den Oscar nominiert (wobei sie letzteren einmal gewannen), traten drei Mal beim Super Bowl auf, gewannen sechs Goldmedaillen bei wichtigen Sportwettbewerben und halten zwei Weltrekorde inne.
Nick Cannon, der bei den ersten vier Folgen wegen einer COVID-19-Infektion nicht anwesend konnte, kehrte als Wildcard-Kandidat in der fünften Episode zurück und übernahm nach seinem Ausscheiden wieder die Moderation von seiner Vertreterin Niecy Nash.
Cluedle-Doo, ein Prominenter im Hahn-Kostüm, der dem Rateteam über die Staffel verteilt Hinweise zu den Kandidaten präsentierte, trat im Halbfinale selbst auf und wurde als Donnie Wahlberg demaskiert.
| Platz | Kostüm                        | Person            | Bekannt als                           | Aus in Folge | Quelle |
| ----- | ----------------------------- | ----------------- | ------------------------------------- | ------------ | ------ |
| 1     | Piglet (Ferkel)               | Nick Lachey       | Sänger, Schauspieler                  | 11           | [ 9 ]  |
| 2     | Black Swan (Schwarzer Schwan) | JoJo              | Sängerin, Schauspielerin              | 11           | [ 10 ] |
| 3     | Chameleon (Chamäleon)         | Wiz Khalifa       | Rapper                                | 11           | [ 11 ] |
| 4     | Yeti WC                       | Omarion           | Sänger, Schauspieler                  | 10           | [ 12 ] |
| 5     | Russian Dolls (Matrjoschkas)  | Hanson            | Band                                  | 9            | [ 13 ] |
| 6     | Robopine 1                    | Tyrese Gibson     | Sänger, Schauspieler, Rapper          | 8            | [ 14 ] |
| 7     | Seashell (Muschel)            | Tamera Mowry      | Moderatorin, Schauspielerin           | 7            | [ 15 ] |
| 8     | Crab WC (Krabbe)              | Bobby Brown       | Sänger                                | 7            | [ 16 ] |
| 9     | Orca WC                       | Mark McGrath      | Moderator, Sänger                     | 6            | [ 17 ] |
| 10 2  | Bulldog WC (Bulldogge)        | Nick Cannon       | Komiker, Moderator, Schauspieler      | 5            | [ 18 ] |
| 11    | Grandpa Monster (Opa Monster) | Logan Paul        | Internet-Persönlichkeit, Schauspieler | 4            | [ 19 ] |
| 12    | Raccoon (Waschbär)            | Danny Trejo       | Schauspieler                          | 3            | [ 20 ] |
| 13    | Phoenix (Phönix)              | Caitlyn Jenner    | Sport- und TV-Persönlichkeit          | 2            | [ 21 ] |
| 14    | Snail (Schnecke)              | Kermit der Frosch | Muppet                                | 1            | [ 22 ] |

## Folgen
|   | Kostüm        | Lied, Originalinterpret             | Ergebnis      |
| - | ------------- | ----------------------------------- | ------------- |
| 1 | Russian Dolls | Man in the Mirror – Michael Jackson | Gewonnen      |
| 2 | Snail         | You Make My Dreams – Hall & Oates   | Ausgeschieden |
| 3 | Seashell      | Listen to Your Heart – Roxette      | Gewonnen      |
| 4 | Raccoon       | Wild Thing – The Wild Ones          | Gewonnen      |
| 5 | Robopine      | Never Too Much – Luther Vandross    | Gewonnen      |

|   | Kostüm          | Lied, Originalinterpret   | Ergebnis      |
| - | --------------- | ------------------------- | ------------- |
| 1 | Black Swan      | Barracuda – Heart         | Gewonnen      |
| 2 | Grandpa Monster | Mambo No. 5 – Pérez Prado | Gewonnen      |
| 3 | Chameleon       | Ride wit Me – Nelly       | Gewonnen      |
| 4 | Phoenix         | Tik Tok – Kesha           | Ausgeschieden |
| 5 | Piglet          | Speechless – Dan + Shay   | Gewonnen      |

|   | Kostüm        | Lied, Originalinterpret                  | Ergebnis      |
| - | ------------- | ---------------------------------------- | ------------- |
| 1 | Russian Dolls | Wonder – Shawn Mendes                    | Gewonnen      |
| 2 | Raccoon       | Ring of Fire – Anita Carter              | Ausgeschieden |
| 3 | Robopine      | All of Me – John Legend                  | Gewonnen      |
| 4 | Seashell      | Confident – Demi Lovato                  | Gewonnen      |
| 5 | Orca          | We’re Not Gonna Take It – Twisted Sister | Gewonnen      |

|   | Kostüm          | Lied, Originalinterpret                      | Ergebnis      |
| - | --------------- | -------------------------------------------- | ------------- |
| 1 | Grandpa Monster | Bad Reputation – Joan Jett                   | Ausgeschieden |
| 2 | Piglet          | Good to Be Alive (Hallelujah) – Andy Grammer | Gewonnen      |
| 3 | Black Swan      | In My Blood – Shawn Mendes                   | Gewonnen      |
| 4 | Chameleon       | 21 Questions – 50 Cent feat. Nate Dogg       | Gewonnen      |
| 5 | Crab            | Ain’t No Sunshine – Bill Withers             | Gewonnen      |

|   | Kostüm     | Lied, Originalinterpret           | Ergebnis      | Indizien-Gegenstand                                    |
| - | ---------- | --------------------------------- | ------------- | ------------------------------------------------------ |
| 1 | Black Swan | How Will I Know – Whitney Houston | Gewonnen      | Einhorn                                                |
| 2 | Piglet     | 7 Years – Lukas Graham            | Gewonnen      | Hundemarken, P-Anhänger                                |
| 3 | Crab       | Give It to Me Baby – Rick James   | Gewonnen      | Melone                                                 |
| 4 | Chameleon  | Hip-Hop – Dead Prez               | Gewonnen      | Chicken Wings                                          |
| 5 | Bulldog    | Candy Girl – New Edition          | Ausgeschieden | And... live from New York, it’s Saturday Night!-Schild |

|   | Kostüm        | Lied, Originalinterpret                          | Ergebnis      |
| - | ------------- | ------------------------------------------------ | ------------- |
| 1 | Russian Dolls | Want to Want Me – Jason Derulo                   | Gewonnen      |
| 2 | Robopine      | Killing Me Softly with His Song – Lori Lieberman | Gewonnen      |
| 3 | Seashell      | Tell Me Something Good – Rufus                   | Gewonnen      |
| 4 | Orca          | Every Rose Has Its Thorn – Poison                | Ausgeschieden |
| 5 | Yeti          | If It Isn’t Love – New Edition                   | Gewonnen      |

|   | Kostüm        | Lied, Originalinterpret                               | Ergebnis      | Indizien-Gericht  |
| - | ------------- | ----------------------------------------------------- | ------------- | ----------------- |
| 1 | Piglet        | The Pretender – Foo Fighters                          | Gewonnen      | Zuckerwatte       |
| 2 | Robopine      | Let’s Get It On – Marvin Gaye                         | Gewonnen      | Hummer            |
| 3 | Chameleon     | Regulate – Warren G feat. Nate Dogg                   | Gewonnen      | Fertigkuchen      |
| 4 | Yeti          | Lonely – Justin Bieber & Benny Blanco                 | Gewonnen      | Donuts            |
| 5 | Russian Dolls | 24K Magic – Bruno Mars                                | Gewonnen      | Geleebohnen       |
| 6 | Crab          | In the Air Tonight – Phil Collins                     | Ausgeschieden | Marshmallows      |
| 7 | Seashell      | I Think We’re Alone Now – Tommy James & the Shondells | Ausgeschieden | —                 |
| 8 | Black Swan    | Use Somebody – Kings of Leon                          | Gewonnen      | Goldfisch-Cracker |

|   | Kostüm        | Lied, Originalinterpret                                 | Ergebnis      | Indizien-Gegenstand   |
| - | ------------- | ------------------------------------------------------- | ------------- | --------------------- |
| 1 | Yeti          | It Takes Two – Rob Base and DJ E-Z Rock                 | Gewonnen      | Maiskolben            |
| 2 | Robopine      | Water Runs Dry – Boyz II Men                            | Ausgeschieden | Glühbirne             |
| 3 | Piglet        | Against All Odds (Take a Look at Me Now) – Phil Collins | Gewonnen      | —                     |
| 4 | Black Swan    | Do I Do – Stevie Wonder                                 | Gewonnen      | Foto von Mariah Carey |
| 5 | Russian Dolls | Shallow – Lady Gaga & Bradley Cooper                    | Gewonnen      | Känguru               |
| 6 | Chameleon     | Put Your Hands Where My Eyes Could See – Busta Rhymes   | Gewonnen      | Turnschuhe            |

|   | Kostüm        | Lied, Originalinterpret                                    | Ergebnis      |
| - | ------------- | ---------------------------------------------------------- | ------------- |
| 1 | Russian Dolls | I’m Still Standing – Elton John                            | Ausgeschieden |
| 2 | Black Swan    | Thinking Out Loud – Ed Sheeran                             | Gewonnen      |
| 3 | Piglet        | Superstition – Stevie Wonder                               | Gewonnen      |
| 4 | Yeti          | Bless the Broken Road – Nitty Gritty Dirt Band             | Gewonnen      |
| 5 | Chameleon     | Drop It Like It’s Hot – Snoop Dogg feat. Pharrell Williams | Gewonnen      |

|   | Kostüm      | Lied, Originalinterpret              | Ergebnis      |
| - | ----------- | ------------------------------------ | ------------- |
| 1 | Yeti        | Celebration – Kool & the Gang        | Ausgeschieden |
| 2 | Black Swan  | Tequila – Dan + Shay                 | Gewonnen      |
| 3 | Chameleon   | Oh Boy – Cam’ron feat. Juelz Santana | Gewonnen      |
| 4 | Piglet      | Bruises – Lewis Capaldi              | Gewonnen      |
|   |             |                                      |               |
| 5 | Cluedle-Doo | Return of the Mack – Mark Morrison   | —             |

|   | Kostüm                   | Lied, Originalinterpret                                | Ergebnis      |
| - | ------------------------ | ------------------------------------------------------ | ------------- |
|   | Finalisten & LeAnn Rimes | How Do I Live – LeAnn Rimes                            | –             |
|   |                          |                                                        |               |
| 1 | Chameleon                | Gangsta’s Paradise – Coolio feat. L.V.                 | Dritter Platz |
| 2 | Black Swan               | How Am I Supposed to Live Without You – Laura Branigan | Zweiter Platz |
| 3 | Piglet                   | Faithfully – Journey                                   | Gewinner      |

## Einschaltquoten
| Folge | Datum         | Live      | Live                | DVR (7 Tage) | DVR (7 Tage)   | Gesamt    | Gesamt         | Quelle |
| Folge | Datum         | Zuschauer | Rating/Share(18–49) | Zuschauer    | Rating (18–49) | Zuschauer | Rating (18–49) | Quelle |
| ----- | ------------- | --------- | ------------------- | ------------ | -------------- | --------- | -------------- | ------ |
| 1     | 10. März 2021 | 5,66 Mio. | 1,3/9               | 2,33 Mio.    | 0,8            | 7,99 Mio. | 2,1            | [ 25 ] |
| 2     | 17. März 2021 | 5,12 Mio. | 1,2/9               | —            | —              | —         | —              | [ 26 ] |
| 3     | 24. März 2021 | 5,20 Mio. | 1,2/8               | —            | —              | —         | —              | [ 27 ] |
| 4     | 31. März 2021 | 5,05 Mio. | 1,2/9               | 1,35 Mio.    | 0,4            | 6,40 Mio. | 1,6            | [ 28 ] |
| 5     | 7. Apr. 2021  | 4,79 Mio. | 1,1/8               | 1,81 Mio.    | 0,6            | 6,60 Mio. | 1,7            | [ 29 ] |
| 6     | 14. Apr. 2021 | 5,17 Mio. | 1,3/8               | 1,75 Mio.    | 0,5            | 6,92 Mio. | 1,8            | [ 30 ] |
| 7     | 21. Apr. 2021 | 5,08 Mio. | 1,2/8               | 1,91 Mio.    | 0,6            | 6,99 Mio. | 1,8            | [ 31 ] |
| 8     | 5. Mai 2021   | 4,71 Mio. | 1,1/8               | 1,73 Mio.    | 0,5            | 6,44 Mio. | 1,6            | [ 32 ] |
| 9     | 12. Mai 2021  | 4,77 Mio. | 1,1/8               | 1,48 Mio.    | 0,4            | 6,25 Mio. | 1,5            | [ 33 ] |
| 10    | 19. Mai 2021  | 5,23 Mio. | 1,2/8               | 1,71 Mio.    | 0,5            | 6,94 Mio. | 1,7            | [ 34 ] |
| 11    | 26. Mai 2021  | 5,51 Mio. | 1,4/9               | 1,54 Mio.    | 0,4            | 7,05 Mio. | 1,8            | [ 35 ] |